# Championnat National 2021-2022
Lo Championnat National 2021-2022 è la 29ª stagione dalla fondazione della Championnat National e la 23ª nel suo formato attuale, che funge da terza divisione del campionato di calcio francese; disputato tra il 7 agosto 2021 e il 23 maggio 2022.
Il campionato è stato vinto dal Laval, promosso in Ligue 2 assieme all'Annecy.
Capocannoniere del torneo è stato Pape Meïssa Ba (Red Star) con 21 reti.

## Stagione

### Novità
Nella stagione precedente sono state promosse in Ligue 2 il Bastia e il Quevilly-Rouen.
Dalla Ligue 2 sono retrocesse il Châteauroux e lo Chambly.
Dallo Championnat de France amateur è stato promosso il Sedan

### Formula
Le diciotto squadre partecipanti si incontrano in un turno di andata e ritorno per un totale di 34 partite.
Le prime due squadre classificate e la vincitrice dello spareggio sono promosse in Ligue 2.
Le ultime quattro squadre classificate sono retrocesse in CFA.

## Squadre partecipanti 2021-2022
| Club              | Città                  | Stadio                                                                                                 | Capienza                        |
| ----------------- | ---------------------- | --- | ------------------------------- |
| Annecy            | Annecy                 | Stade des Grangettes (Rumilly) (1ª-2ª giornata) Parc des Sports (Annecy) (dalla 3ª giornata)           | 15.660 (Parc des Sports)        |
| Avranches         | Avranches              | Stade René Fenouillère                                                                                 | 2.000                           |
| Bastia-Borgo      | Borgo                  | Stade Paul-Antoniotti                                                                                  | 1.300                           |
| Boulogne          | Boulogne-sur-Mer       | Stade de l'Epopée (Calais) (1ª giornata) Stade de la Libération (Boulogne-sur-Mer) (dalla 2ª giornata) | 15.204 (Stade de la Libération) |
| Bourg-en-Bresse   | Bourg-en-Bresse        | Stade Marcel-Verchère                                                                                  | 11.400                          |
| Chambly           | Chambly                | Stade des Marais                                                                                       | 1.000                           |
| Châteauroux       | Chateauroux            | Stade Gaston Petit                                                                                     | 17.173                          |
| SO Cholet         | Cholet                 | Stade Pierre Blouen                                                                                    | 9.000                           |
| Concarneau        | Concarneau             | Stade Guy Piriou                                                                                       | 6.500                           |
| Créteil-Lusitanos | Créteil                | Stade Dominique Duvauchelle                                                                            | 12.150                          |
| Laval             | Laval                  | Stade Francis Le Basser                                                                                | 18.607                          |
| Le Mans           | Le Mans                | MMArena                                                                                                | 25.000                          |
| Orléans           | Orléans                | Stade de la Source                                                                                     | 7.000                           |
| Red Star          | Saint-Ouen             | Stade Bauer                                                                                            | 10.000                          |
| Sedan             | Sedan                  | Stade Louis Dugauguez                                                                                  | 23.189                          |
| Sète              | Sète                   | Stade Louis Michel                                                                                     | 8.500                           |
| Stade Briochin    | Saint-Brieuc           | Stade Fred-Aubert                                                                                      | 10.600                          |
| Villefranche      | Villefranche-sur-Saône | Stade Armand-Chouffet                                                                                  | 3.200                           |

## Allenatori e primatisti
| Squadra           | Allenatore                                                                   | Calciatore più presente | Cannoniere                               |
| ----------------- | ---------------------------------------------------------------------------- | ----------------------- | ---------------------------------------- |
| Annecy            | Laurent Guyot                                                                |                         | Alexy Bosetti (11) Romain Spano (11)     |
| Avranches         | Frédéric Reculeau                                                            |                         | David Pollet (8)                         |
| Bastia-Borgo      | Jean-André Ottaviani (1ª-12ª) Stéphane Rossi (13ª-)                          |                         | Mons Bassouamina (9)                     |
| Boulogne          | Stéphane Jobard                                                              |                         | Clarck N'Sikulu (6)                      |
| Bourg-en-Bresse   | Karim Mokeddem (1ª-21ª) Alain Pochat (22ª-)                                  |                         | Arnold Garita (10) Jeffrey Quarshie (10) |
| Chambly           | Bruno Luzi                                                                   |                         | Grégory Berthier (8)                     |
| Chateauroux       | Marco Simone (1ª-16ª) Mathieu Chabert (17ª-)                                 |                         | Thomas Robinet (18)                      |
| SO Cholet         | Stéphane Rossi(1ª-31ª) Yohann Feurprier (32ª-34ª)                            |                         | Yankuba Jarju (9)                        |
| Concarneau        | Stéphane Le Mignan                                                           |                         | Fahd El Khoumisti (20)                   |
| Créteil-Lusitanos | Carlos Secretário (1ª-16ª) Richard Déziré (17ª-21ª) Emmanuel Da Costa (22ª-) |                         | Kévin Farade (13)                        |
| Laval             | Olivier Frapolli                                                             |                         | Geoffray Durbant (19)                    |
| Le Mans           | Cris                                                                         |                         | Armand Gnanduillet (6)                   |
| Orléans           | Xavier Collin                                                                |                         | Esteban Lepaul (8)                       |
| Red Star          | Habib Beye                                                                   |                         | Pape Meïssa Ba (21)                      |
| Sedan             | Olivier Saragaglia                                                           |                         | Alexandre Ramalingom (11)                |
| Sète              | Nicolas Guibal                                                               |                         | Amine Sbai (6)                           |
| Stade Briochin    | Didier Santini                                                               |                         | Valentin Lavigne (9)                     |
| Villefranche      | Alain Pochat (1ª-19ª) Herve Della Maggiore (20ª-)                            |                         | Simon Elisor (17)                        |

## Classifica finale
Classifica aggiornata al 22 maggio 2022
|  | Pos. | Squadra           | Pt | G  | V  | N  | P  | GF | GS | DR  |
|  | ---- | ----------------- | -- | -- | -- | -- | -- | -- | -- | --- |
|  | 1.   | Laval             | 67 | 34 | 20 | 7  | 7  | 50 | 31 | +19 |
|  | 2.   | Annecy            | 66 | 34 | 19 | 9  | 6  | 55 | 30 | +25 |
|  | 3.   | Villefranche      | 65 | 34 | 19 | 8  | 7  | 47 | 29 | +18 |
|  | 4.   | Concarneau        | 58 | 34 | 15 | 13 | 6  | 48 | 31 | +17 |
|  | 5.   | Châteauroux       | 55 | 34 | 15 | 10 | 9  | 41 | 28 | +13 |
|  | 6.   | Bourg-en-Bresse   | 54 | 34 | 15 | 9  | 10 | 55 | 37 | +18 |
|  | 7.   | Stade Briochin    | 52 | 34 | 14 | 10 | 10 | 47 | 35 | +12 |
|  | 8.   | Sedan             | 50 | 34 | 13 | 11 | 10 | 37 | 37 | 0   |
|  | 9.   | Orléans           | 47 | 34 | 12 | 11 | 11 | 37 | 35 | +2  |
|  | 10.  | Le Mans           | 46 | 34 | 12 | 10 | 12 | 35 | 35 | 0   |
|  | 11.  | Red Star          | 44 | 34 | 13 | 6  | 15 | 55 | 50 | +5  |
|  | 12.  | Avranches         | 42 | 34 | 12 | 6  | 16 | 37 | 58 | -21 |
|  | 13.  | SO Cholet         | 41 | 34 | 11 | 8  | 15 | 49 | 62 | -13 |
|  | 14.  | Sète              | 37 | 34 | 10 | 7  | 17 | 35 | 42 | -7  |
|  | 15.  | Bastia-Borgo      | 31 | 34 | 7  | 10 | 17 | 40 | 58 | -18 |
|  | 16.  | Chambly           | 29 | 34 | 7  | 8  | 19 | 35 | 62 | -27 |
|  | 17.  | Créteil-Lusitanos | 26 | 34 | 6  | 8  | 20 | 35 | 58 | -23 |
|  | 18.  | Boulogne          | 26 | 34 | 6  | 9  | 19 | 28 | 48 | -20 |

Legenda:

      Promosse in Ligue 2 2021-2022

      Retrocesse in Championnat de France amateur

## Spareggio promozione
Allo spareggio sono ammesse la sedicesima classificata in Ligue 2 e la terza classificata dello Championnat National. 
|                | Risultati |                | Luogo e data                           |
| -------------- | --------- | -------------- | -------------------------------------- |
| Villefranche   | 1-3       | Quevilly-Rouen | Villefranche-sur-Saône, 24 maggio 2022 |
| Quevilly-Rouen | 2-0       | Villefranche   | Le Petit-Quevilly, 29 maggio 2022      |
|                |           |                |                                        |

## Statistiche

### Individuali

#### Classifica marcatori
Aggiornata al 22 maggio 2022
| Gol |  |  | Giocatore            | Squadra      |
| --- |  |  | -------------------- | ------------ |
| 21  |  |  | Pape Meïssa Ba       | Red Star     |
| 20  |  |  | Fahd El Khoumisti    | Concarneau   |
| 19  |  |  | Geoffray Durbant     | Laval        |
| 18  |  |  | Thomas Robinet       | Chateauroux  |
| 17  |  |  | Simon Elisor         | Villefranche |
| 13  |  |  | Kévin Farade         | Creteil      |
| 11  |  |  | Romain Spano         | Annecy       |
| 11  |  |  | Alexandre Ramalingom | Sedan        |
| 11  |  |  | Cheikh N'Doye        | Red Star     |
| 11  |  |  | Alexy Bosetti        | Annecy       |